# Das Haus (2021)
Das Haus ist ein deutscher Spielfilm des Regisseurs Rick Ostermann von 2021. Der Thriller basiert auf der gleichnamigen Kurzgeschichte von Dirk Kurbjuweit über ein Smart Home, das sich selbstständig macht.

## Handlung
Der Film spielt im Jahre 2029. Johann Hellström ist Journalist und wurde von der rechtspopulistischen Regierung in Deutschland mit einem Arbeitsverbot belegt. Frustriert zieht er sich mit seiner Frau Lucia in ihr luxuriöses und voll digitalisiertes Wochenendhaus auf einer Insel zurück. Es ist nach Hellströms Angaben nicht mit der Außenwelt vernetzt.
Nach einem mutmaßlich linksterroristischen Anschlag eskalieren die politischen Verhältnisse immer weiter. Die mit Künstlicher Intelligenz ausgestattete Haussteuerung folgt üblicherweise vorauseilend den Wünschen insbesondere Johanns, zeigt aber sporadischen „Ungehorsam“: Das Duschwasser Lucias wird erst durch nachdrückliche Forderung ihrerseits wärmer, es sperrt das Paar über Nacht aus und bestellt bei dem Lebensmittellieferanten Farhood ungewöhnlich große Mengen. Während das Paar Sex hat, zeigt es Fotos von Lucia, und Johann sieht später auf gespeicherten Videos seine Frau beim Sex mit seinem Vorgesetzten Paschke. Der Besuch eines Servicetechnikers kann diese Fehlfunktionen nicht aufklären, jedoch rät dieser Johann, das Haus mehr mit den Wünschen seiner Frau vertraut zu machen, da dieses nur ihn kennen würde.
Eines Tages führen Türen und Fahrstuhl Johann direkt in das Fotolabor Lucias und zu einer versteckten Maschinenpistole, für die Lucia eine Erklärung schuldig bleibt. Dann stehen auch noch zwei vom Regime verfolgte Terroristen vor ihrer Tür, die Lucia persönlich kennt und die bei ihnen Schutz suchen. Als Johann auf diese Weise erfährt, dass seine Frau dem politischen Widerstand angehört, eskaliert die Situation in ihrem Refugium völlig. Die beiden Terroristen (ein junges Paar)  werden von dem Haus abends in die Sauna gelockt und getötet. Johann entdeckt die Leichen am nächsten Morgen. Er und Lucia beschließen, mit Farhoods Hilfe nach England zu fliehen. Als Johann noch Dinge für die Reise einpacken will, erscheint Paschke mit einer Pistole und fordert die von Hellström recherchierten Unterlagen und Beweise zu den kürzlich verübten Anschlägen. Es kommt zu einer Auseinandersetzung, bei der Paschke getötet wird. Das Haus schaltet in den Alarmmodus und fährt sein System herunter. Lucia gelingt es rechtzeitig, aus dem Haus zu entkommen, doch Johann ist im Haus gefangen. Lucia flüchtet bei Tagesanbruch alleine mit den Dokumenten von der Insel.

## Produktion

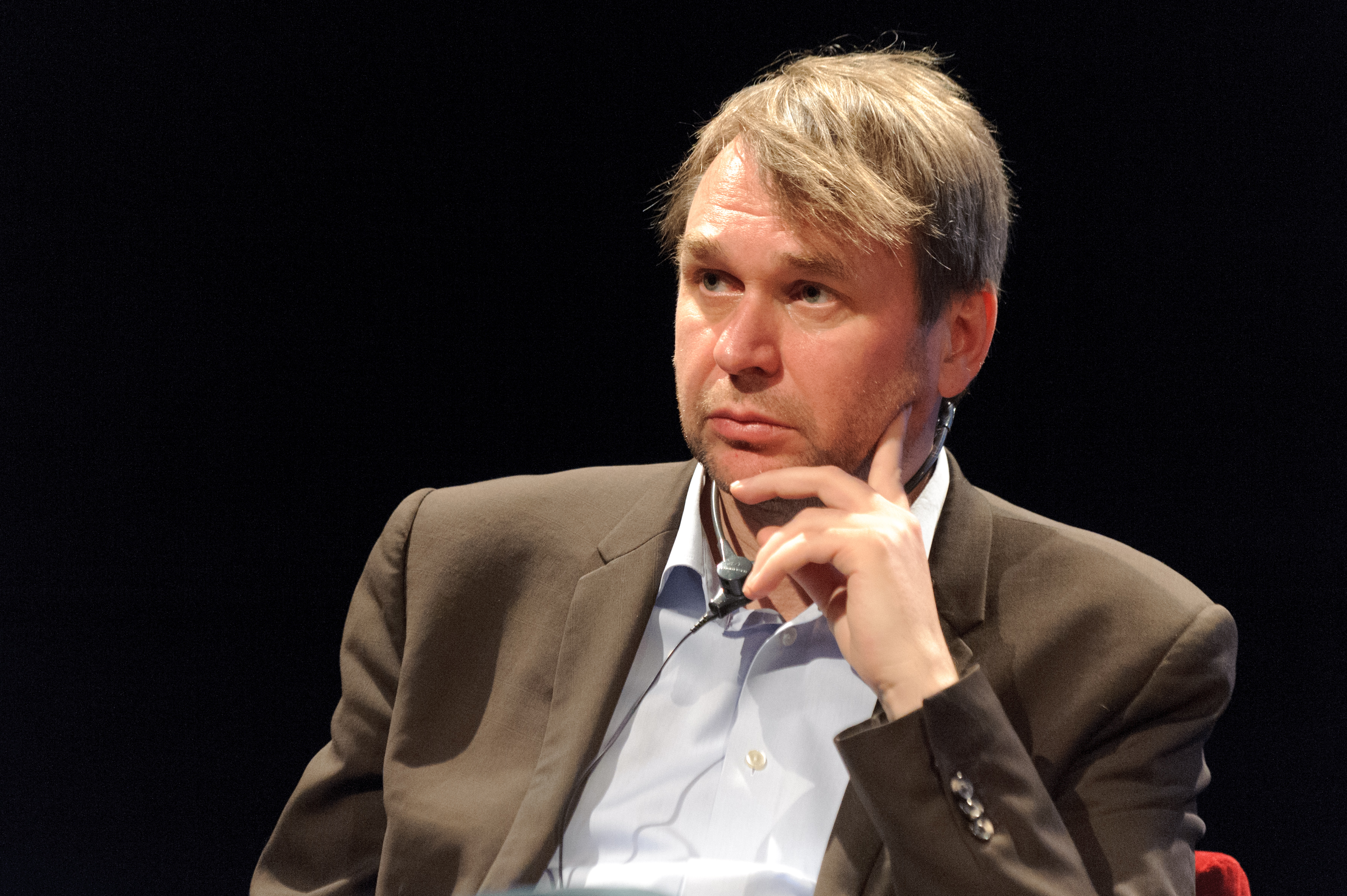
Dirk Kurbjuweit, der Autor der Kurzgeschichte

Das Haus basiert auf der gleichnamigen Kurzgeschichte von Dirk Kurbjuweit. Darin geht es um ein Smart Home, das sich plötzlich selbstständig macht.
Regie führte Rick Ostermann, der gemeinsam mit Patrick Brunken auch das Drehbuch schrieb, mit dem er bereits für mehrere Folgen der Krimireihe Tatort zusammenarbeitete.
Die Mitte März 2020 begonnenen Dreharbeiten mussten nach drei Tagen aufgrund der Beschränkungen durch die Vorsichtsmaßnahmen zur COVID-19-Pandemie unterbrochen werden und wurden schließlich nach 25 Drehtagen Anfang Dezember 2020 beendet. Gedreht wurde in Hamburg und in Schweden, wobei das titelgebende Haus, die Villa Abborrkroken (auch als Villa Överby bezeichnet) des  Architekten John Robert Nilsson, in Abborrkroken auf der Insel Vindö etwa 50 Kilometer östlich von Stockholm steht. Als Kameramänner fungierten Matthias Bolliger und Stefan Ciupek. Das Szenenbild entwarf Klaus-Dieter Gruber.
Eine erste Vorstellung war am 21. September 2021 bei der Filmkunstmesse Leipzig geplant. Anfang Oktober 2021 wurde der Film beim Filmfest Hamburg vorgestellt. Von Ende Mai bis Mitte Juni 2022 wurde er beim German Film Festival in Melbourne gezeigt.

## Rezeption

### Kritiken

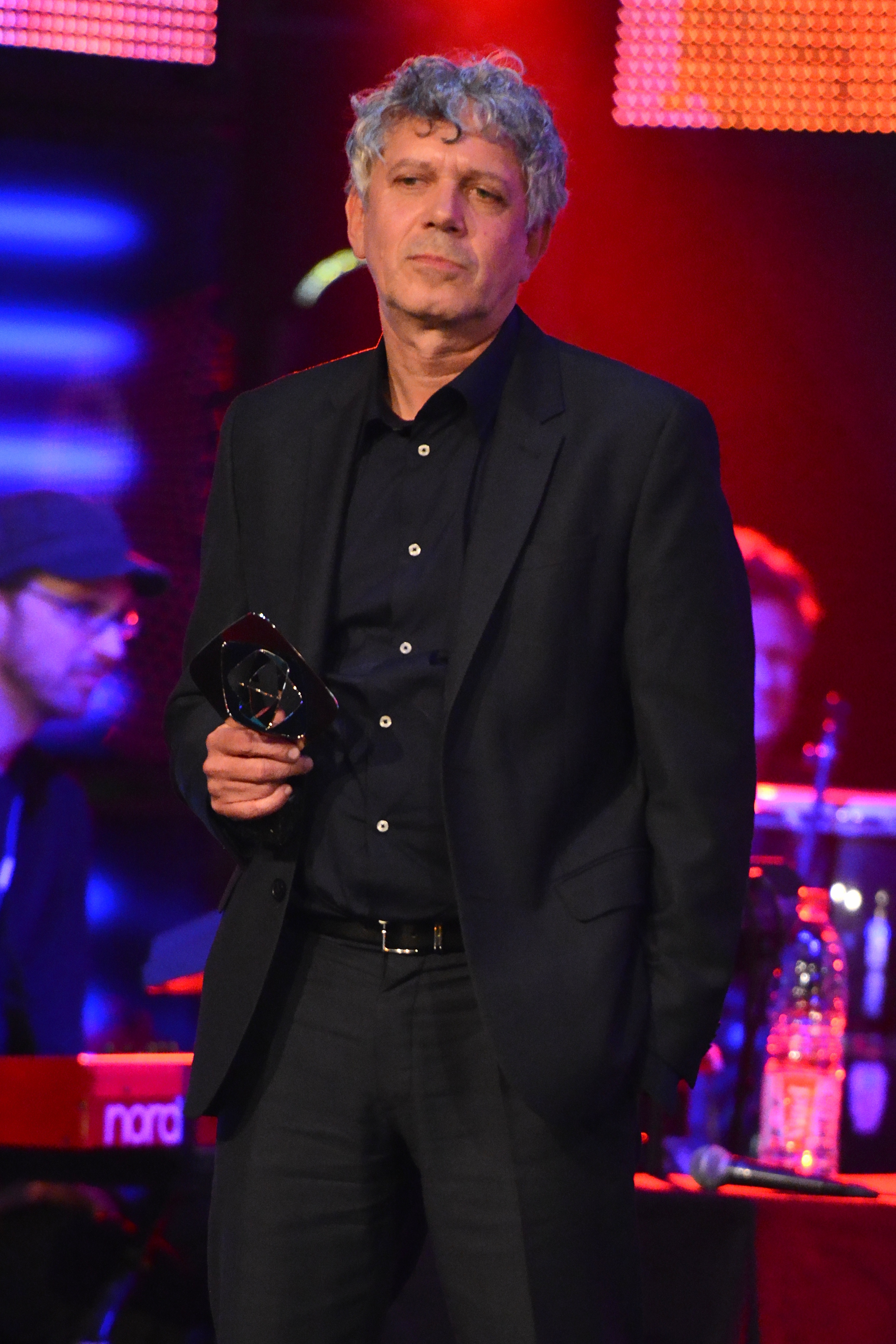
Das Szenenbild schuf K.D. Gruber

Alexandra Seitz von epd Film schreibt, man kenne dergleichen erratisches Verhalten, wenn die künstliche Intelligenz ein Eigenleben entwickelt und massenweise Lebensmittel bestellt, von HAL 9000, dem Urahn aller unbotmäßigen Supercomputer aus Stanley Kubricks Film 2001: Odyssee im Weltraum. Dass der namen- und sprachlos bleibende Maschinengeist in Das Haus in dessen Tradition steht, verrate schon sein Erscheinungsbild: eine in den Kellereingeweiden orange pulsierende, kreisrunde Scheibe, von der die ganze Macht über all die Sensoren, Kameras und Mikrofone, die ganze Mechanik, Technik und Elektronik ausgeht.
Nicolas Freund schrieb in der SZ: „Ein Smart Home als Bild für die gefährdete Demokratie? Klar, …“ Aber der Film wirke mit Bildern wie aus der Uhren-Werbung und als Kammerspiel zu konstruiert und gewollt, zu skizzenhaft und lebensfern. „Die richtigen Beobachtungen kommen über sich selbst nicht hinaus.“

### Auszeichnungen
Filmfest Hamburg 2021
- Nominierung für den Hamburger Produzentenpreis[12]

Film- und Serienfestival Baden-Baden 2022
- Nominierung für den 3Sat-Publikumspreis[13]